# Leonardo Cordeiro
Pour les articles homonymes, voir Cordeiro (homonymie).
Pas d'image ? Cliquez ici
Leonardo Cordeiro, né le 8 novembre 1989 à São José dos Campos (Brésil), est un pilote automobile brésilien.

## Carrière
- 2002-2005 : Karting
- 2006 : Formule Renault Argentine
- 2007 : Formule 3 sudaméricaine 17e
- 2008 : Formule 3 sudaméricaine 4e
- 2009 : Formule 3 sudaméricaine Champion
- 2010 : GP3 Series, avec l'écurie MW Arden 27e
- 2011 : GP3 Series, avec l'écurie Carlin 30e